# Partido Nacionalsocialista Obrero Japonés
El Partido Nacionalsocialista Obrero Japonés (国家社会主義日本労働者党 Kokka Shakaishugi Nippon Rōdōsha-Tō?) es un partido político japonés fundado en 1982, arraigado en las ideas del nacionalsocialismo. 
Es posible que su ancestro político directo sea la Kokka Shakaishui Gakumei ("Liga Nacionalsocialista"), fundada en la década de 1940. Otras raíces ideológicas son encontradas en Kita Ikki, Seigō Nakano, Sadao Araki y el partido Kodoha, los ideólogos más importantes del nazismo japonés durante la Segunda Guerra Mundial. El partido ensalza al Imperio de Japón y su alianza con el Tercer Reich. No es una fuerza significativa en la política japonesa. Imágenes de Yamada, un negador del Holocausto, posando con el ministro del gabinete Sanae Takaichi y el jefe de investigación de políticas del PLD, Tomomi Inada, fueron descubiertas en el sitio web y se convirtieron en una fuente de controversia; ambos han negado el apoyo al partido.

## Ideología
El partido cree en un estado corporativista, con un regreso al shogunato, haciendo eco a uno de los principios del nacionalismo. Es antisemita y cree en una conspiración judía internacional usando a los francmasones en el control de Japón. El partido sigue los principios del turanismo (panaltaicismo) que busca la unidad de otros grupos de orígenes raciales “turánidos” o altaicos, como los coreanos, mongoles, los túrquicos de Turquía, Asia central y Rusia; húngaros, e inclusive finlandeses y estonios. También han expresado su apoyo a otras naciones asiáticas contra la República Popular de China, considerando que su plan geopolítico para la liberación del Asia Oriental está basada en la alianza de Manchuria, Tíbet, los uigur, Taiwán, Mongolia y Japón.
Adicional a su negacionismo del Holocausto, el partido ha determinado que la Masacre de Nankín es "una mentira" y ha cuestionado la veracidad del libro La violación de Nanking de Iris Chang. El partido apoya a los movimientos neonazis alrededor del mundo, incluyendo al alemán Marcus Bischoff y el líder del NSDAP/AO, Gerhard Lauck.

## Historia
En la década de 1990, el grupo hizo campaña a favor de la expulsión de las personas que sobrepasen la visa en Japón. El NSJWP hace campaña contra lo que cree que es la influencia judía tanto en el escenario mundial como en los asuntos nacionales de Japón. El partido aboga por la abolición de la monarquía y la restauración del shōgunate, ya que cree que la Casa Imperial de Japón quedó subordinada a los judíos internacionales después de la Segunda Guerra Mundial, y cree que el shogunato es el equivalente japonés del principio del Führer. El Partido Nacionalsocialista Obrero Japonés (NSJWP) también hace campaña contra los refugiados económicos, mezcla de razas y francmasonería. El partido también hace campaña por lo que llama "corporativismo autarquía".
El NSJWP es Turanista, anticapitalista, anticomunista, con un fuerte sentimiento anticoreano y antichino, así como antirruso y antiamericano.